# Catharina von Georgien

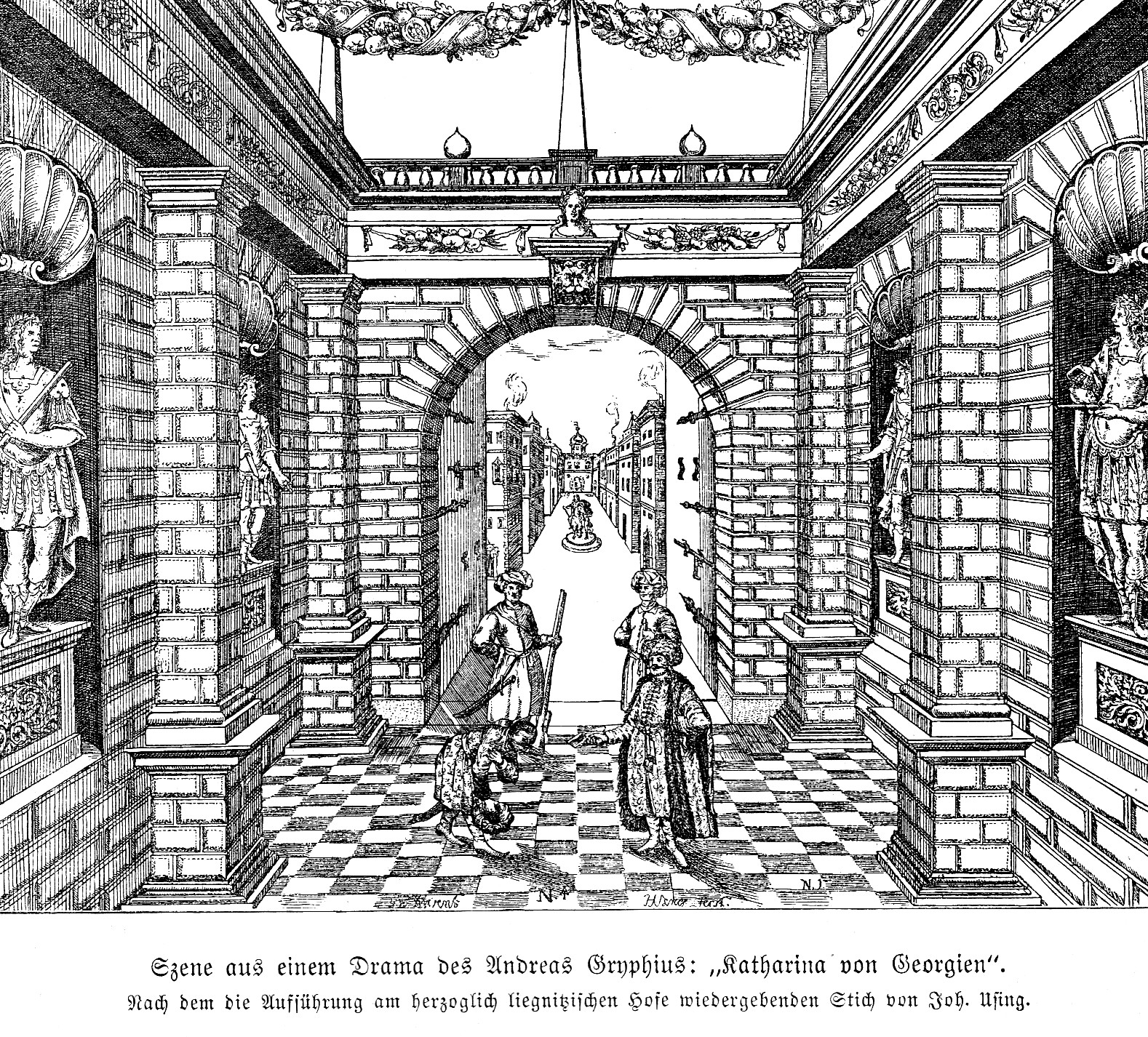

Catharina von Georgien ist ein deutsches Barockdrama von Andreas Gryphius, das exemplarisch den Konflikt zweier Kulturen zeigt, der sich in der Beziehung der beiden Hauptpersonen, der Christin Catharina und des muslimischen Königs der Perser, Schah Abas, widerspiegelt.
Das zwischen 1647 und 1650 mit dem Untertitel Bewehrete Beständigkeit entstandene Drama erschien erstmals 1657.

## Inhalt
Catharina (georgisch ქეთევან, Ketewan), die Königin von Georgien, versucht, nachdem sie ihr Reich gegen den König von Persien, Schah Abas, zunächst verteidigen konnte, der Übermacht zu begegnen, indem sie sich in das feindliche Lager begibt, um dort um Frieden zu bitten. Der König, in Liebe zu der stolzen Königin entbrannt („Du, meines Herzens Wonne, mein Licht, die königliche Sonne, wie find ich dich? Welch trüber Schleier deckt dies liebliche Gesicht?“), lässt diese gefangen nehmen und über Jahre in seinen Kerker einsperren. Ein Gesandter des Zaren, der zwischen Persien und Russland einen Friedensvertrag ausgehandelt hat, bittet Schah Abas um die Freilassung Catharinas, die der König zunächst zusichert. Doch da ihm bewusst wird, dass er dadurch Catharina verlieren wird, bricht er sein Versprechen und bietet ihr die Ehe und die Krone Persiens an. Da die Königin bey Christi Bekaendtnues verharret und ihrem ermordeten Manne nicht untreu werden will, lässt Schah Abas sie zunächst foltern und, als dies immer noch nicht zu dem gewünschten Erfolg führt, schließlich auf dem Scheiterhaufen verbrennen.
Der Tod Catharinas lässt Schah Abas verzweifeln. Die verklärte Märtyrerin Catharina prophezeit Abas zum Schluss die Strafe Gottes, die im Stück nicht eintritt.

## Historischer Hintergrund
Die Quelle für das Trauerspiel bildet die Geschichtensammlung Histoires tragiques de nostre temps von Claude Malingre. Der iranische Schah Abbas I. der Große (1587–1629) aus dem Geschlecht der Safawiden bekämpfte ab 1620 den Osten der damaligen iranischen Provinz Georgiens, Kachetien. Diesem Kampf fielen Hunderttausende zum Opfer, doch die zuletzt auf ein Drittel dezimierte Bevölkerung wehrte sich heroisch und 1625 musste Schah Abbas I. das Königreich Georgien anerkennen, das von Teimuras I., dem Sohn Catharinas von Georgien, regiert wurde.
Katharina von Georgien wurde 1565 in eine adlige Familie Georgiens hineingeboren. Sie heiratete David I. (georg.: დავითი I. Daviti p'irveli), den Prinzen von Kachetien, und wurde 1601 Königin des Landes.
Erzählungen zufolge stellte sie sich während Verhandlungen um die Unabhängigkeit Kachetiens von Persien im Jahre 1614 als Geisel zur Verfügung. Schah Abbas versuchte sie dazu zu bringen, dem Christentum abzuschwören und zum Islam zu konvertieren. Als sie sich weigerte, wurde sie mit glühenden Eisenstangen gefoltert und starb 1624 in persischer Gefangenschaft.
Portugiesische Mönche gruben die Leiche aus und verbrachten den rechten Arm in ein Augustinerkloster in Velha Goa in Indien, wo er bis zum Einsturz des Klosters im Jahre 1842 als Reliquie aufbewahrt wurde.
Indischen Archäologen gelang es, den Arm zu finden. DNA-Analysen des Centre for Cellular & Molecular Biology (CSIR) lassen vermuten, dass es sich tatsächlich um den Arm einer westeurasischen Frau handelt. 2021 übergab der indische Außenminister Subrahmanyam Jaishankar bei einem Besuch in Georgien die Reliquien der Märtyrerin.